# Davča
Davča – wieś w Słowenii, w gminie Železniki. W 2018 roku liczyła 299 mieszkańców.